# 罗卫东
罗卫东（1963年8月─），浙江淳安人，经济哲学教授，哲学博士，博士生导师。发展经济学、西方经济思想史、经济伦理学为其主要研究领域。

## 简介
1978、1989、2004年分别取得杭州大学经济学学士、杭州大学经济学硕士、浙江大学哲学博士学位。
曾任杭州大学社科处副处长、处长，2009年12月任浙江大学副校长，2010年7月兼任浙江大学社会科学学部部长和光华法学院院长。还担任浙江省政协委员、民盟浙江省委常委、经济委员会主任、《浙江大学学报（人文社会科学版）》主编、北京天则经济研究所特约研究员。2018年1月，当选第十三届全国政协委员。
2020年4月任浙大城市学院院长。

## 书籍
- 《情感、秩序、美德：亚当·斯密的伦理学世界》，代表作，获得教育部人文社会科学优秀成果二等奖；
- 《人文社会科学基础文献选读》（12卷，浙江大学出版社），主编；
- 《苏格兰启蒙运动译丛》（已出版十种，浙江大学北京启真出版中心），策划主持[2]。

### 訪談/演講錄
- 古典經濟學家的道德理論: 以亞當.斯密為例 （页面存档备份，存于） 主講：羅衛東，主辦：香港浸會大學應用倫理學研究中心 2011/02/10